# Hans-Jürgen Fraas
Hans-Jürgen Fraas (* 18. Februar 1934 in Dresden) ist ein deutscher evangelischer Theologe und Religionspädagoge.

## Leben und Wirken
Fraas wurde 1960 an der Humboldt-Universität zu Berlin mit einer Studie über Die Bedeutung der Gotteslehre für die Dogmatik bei Adolf Schlatter und Reinhold Seeberg zum Dr. theol. promoviert. 1968 habilitierte er sich an der Universität Erlangen mit der Arbeit Katechismustradition: Luthers kleiner Katechismus in Kirche und Schule.
Anschließend war er von 1969 bis 1980 Professor für Religionspädagogik an der Universität Augsburg. Danach übernahm er eine Professur für Religionspädagogik und Didaktik des Religionsunterrichts an der Evangelisch-Theologischen Fakultät der Ludwig-Maximilians-Universität München. Im Jahr 2000 wurde Fraas emeritiert.
Zu seinen Schülern zählen der Hildesheimer Religionspädagoge Martin Schreiner sowie der Pfarrer der Marktkirche in Wiesbaden, Holger Saal.
Fraas hat außer Monographien zur theologischen und religionspädagogischen Themen zahlreiche Artikel in Fachlexika, Sammelwerken und Festschriften, Tagungsbeiträge sowie Aufsätze in pädagogischen Fachzeitschriften veröffentlicht, z. B. in „Besinnung“, „Christ und Bildung“, „Gemeinde und Schule“, „Gottesdienst und Kirchenmusik“, „Herrenalber Texte“, „Jahrbuch des evangelischen Bundes“, „Der Junglehrer“, „Klasse, die Evangelische Schule“, „Lutherische Monatshefte“, „Münchener Theologische Zeitschrift“, „Publik-Forum“, „Religionspädagogische Beiträge“, „Theorie und Praxis der Sozialpädagogik“ oder „Welt des Kindes“.

## Veröffentlichungen (Auswahl)
- Katechismustradition. Luthers kleiner Katechismus in Kirche und Schule. Vandenhoeck & Ruprecht, Göttingen 1971.
- Religiöse Erziehung und Sozialisation im Kindesalter. Vandenhoeck & Ruprecht, Göttingen 1973.
- mit Hans May: Am Anfang des Lebens. Ein Elternbuch. Frankfurt M./München 1977.
- Glauben und Lernen. Ein theologisch-didaktischer Leitfaden für die Elementarerziehung. Vandenhoeck & Ruprecht, Göttingen 1978.
- Glaube und Identität. Grundlegung einer Didaktik religiöser Lernprozesse. Vandenhoeck & Ruprecht, Göttingen 1983.
- Die Religiosität des Menschen. Grundriß der Religionspsychologie.  Vandenhoeck & Ruprecht, Göttingen 1990. ISBN 978-3-82521578-1
- Mann mit Eigenschaften. Über die Zukunft der Männer in der Kirche. Düsseldorf 1995.
- Bildung und Menschenbild in theologischer Perspektive. Göttingen 2000.
- Christlich erziehen – menschlich erziehen. Gera 2000.